# 當間ローズ
當間 ローズ（とうま ローズ、1993年4月16日 - ）は、日本の歌手、モデル、俳優。ブラジル生まれ、静岡県湖西市育ち。イタリア系日本人の父とブラジル人の母を持つミックス。血液型O型。有限会社ケイン所属。

## 国籍
2024年1月26日放送の【論争】日本人って何だ？親の国籍やルーツが大事？アイデンティティは？ウクライナ出身のミス日本と考える｜アベプラに出演。会話の中で自ら日本国籍がないことを述べた。

## 略歴
ブラジルで生まれ、3歳の時に来日し静岡県に移り住む。
17歳からモデル活動をしており、「東京コレクション」に出場経験がある。専修大学経済学部卒。
歌手活動は2018年7月4日、ユニバーサルミュージックより「Eyes on you」でメジャーデビュー。
2020年、27歳のときAmazon Prime Videoで配信された、恋愛リアリティ番組「バチェロレッテ・ジャパン」シーズン1に出演。
2021年には東京オリンピックの静岡県聖火ランナー第一走者を務めた。
現在は俳優としても活躍の場を広げ映画、ドラマなどに出演している。

## 人物
- 父方の祖父は沖縄県出身で、祖母はイタリア出身。母方の祖父はスペイン出身で、祖母はブラジル出身。
- 家庭環境により沖縄民謡、歌謡ポップスを聴いたり、フラメンコ、サンバの経験がある。

## メディア出演

### 映画
- 「今日、恋をはじめます」2012年12月8日公開
- 「嘘喰い」2022年2月公開[3]

### テレビドラマ
- NHK大河ドラマ いだてん〜東京オリムピック噺〜 第28話 - 第31話（2019年7月28日 - 8月18日） - ジョン・ハウランド 役
- 38歳バツイチ独身女がマッチングアプリをやってみた結果日記 第2話（テレビ東京、2020年11月26日） - ハーフくん 役[2]
- おしゃれの答えが分からない（日本テレビ、2021年3月15日） - スティーブ 役

### 情報番組
- スッキリ（日本テレビ）- クイズッス
- みんなで筋肉体操（NHK総合、2021年7月13日 - 7月15日）
- うまいッ!（NHK総合、2022年1月10日）- 沖縄県・伊江島
- 5時に夢中!（TOKYO MX、2021年9月1日・2022年11月5日）
- ちゃーじ（東海テレビ、2025年5月24日・5月31日 予定）

### バラエティー
- サンデージャポン（TBSテレビ、2020年12月13日）
- 秘密のケンミンSHOW 極（読売テレビ、2021年2月11日）
- アイ・アム・冒険少年（TBSテレビ、2022年6月27日、2023年1月23日）[4]
- 相席食堂（ABCテレビ、2022年3月15日）

### ラジオ
- 渋谷クロスFM「Tiamo World」
- 浜松エフエム放送「アミハマファミリア」第3週担当
- エフエム豊橋「I am Latino」- レギュラー
- ちきゅうラジオ（ラジオ第1放送・NHKワールド・ラジオ日本、2023年4月 - ）

### CM
- 東亞合成アロンアルフア（2020年12月）「家具&イケメンの鼻笛編」
- ハマIN自動車学校（2024年 - ）

### 舞台
- 迷宮の扉 ギルファー役
- ピーター・パン 海賊・セッコ役
- ミュージカル『新テニスの王子様』 アントニオ・ダ・メダノレ役
  - The Fourth Stage [5]
  - The Fifth Stage[6]
- ミュージカル『フラガリアメモリーズ』〜純真の結い目〜 バドバルマ 役[7]
- ミュージカル『ALTAR BOYZ 2025』MATTHEW 役[8]

### モデル
- ニューバランス100周年記念「My beta projects」（2016年）
- 雑誌フットボールナビ特集
- ブランドDeadly Clairs イメージモデル
- 東京コレクション（2014年）
- 「マスキス」イメージモデル
- 「au」スマートフォンPantech VEGA PTL21 PV広告
- マイウェイ出版「DK男子高校生萌え写真集」

### MV
- あいみょん「チカ」（2020年）

## 音楽活動

### CD
- Eye on you
- バーモス
- 恋のソーシャルディスタンス 大黒摩季とコラボ
- ロコ－ロコ－ロコ
- I fell In love

2022年夏 アルバム世界配信予定。